# Grote Reber
Grote Reber (Wheaton, 22 de dezembro de 1911 — Tasmânia, 20 de dezembro de 2002) foi um engenheiro estadunidense, pioneiro da radioastronomia.

## Biografia
Grote Reber foi o autor do primeiro mapa celeste na faixa de rádio-frequências.

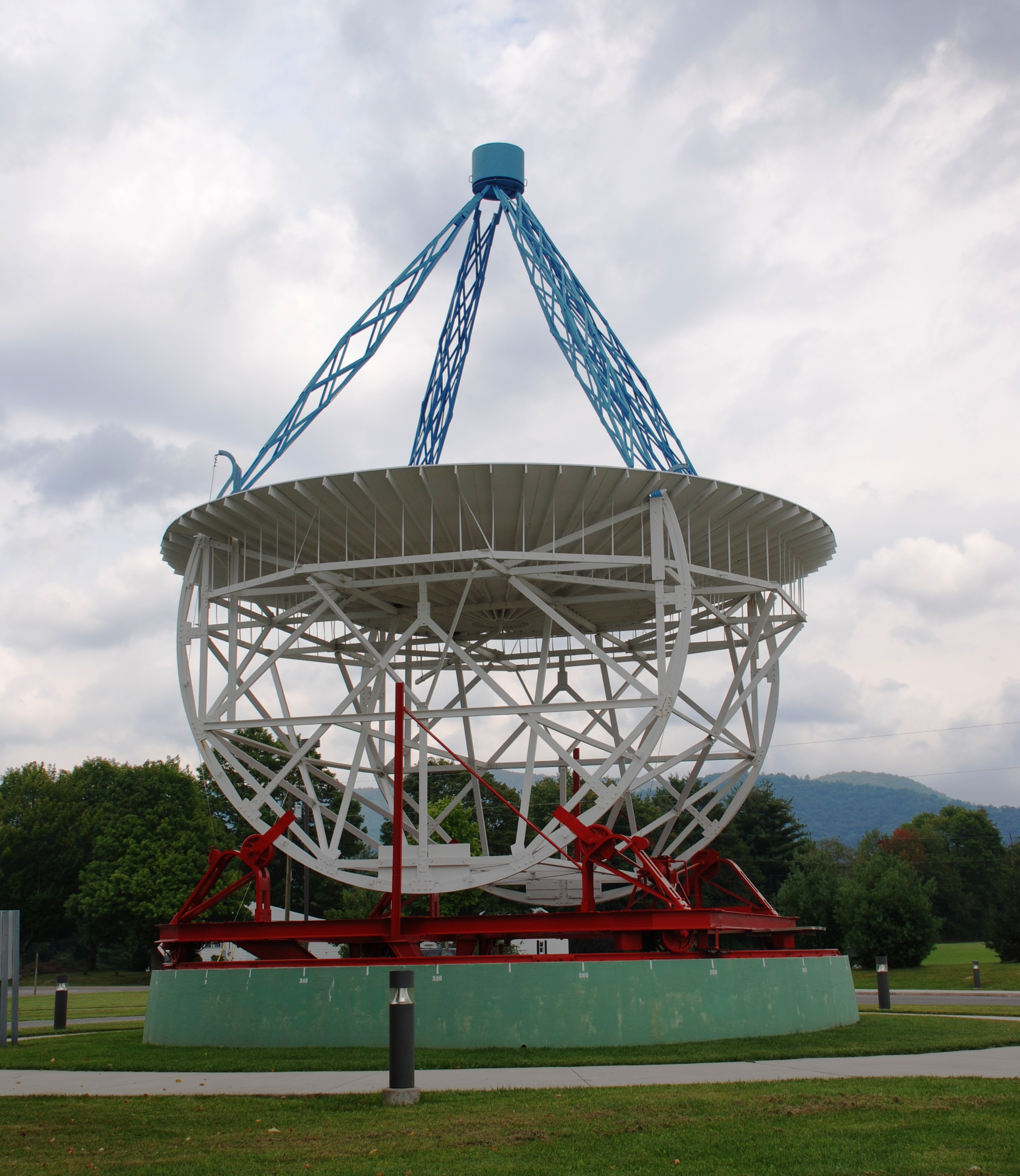
Radiotelescópio construído por Grote Reber

## Honrarias

### Prêmios
- Medalha Bruce 1962
- Classe Magistral Henry Norris Russell 1962
- Medalha Elliott Cresson 1963[2]
- Medalha Jackson-Gwilt da Royal Astronomical Society 1983

### Epônimos
- Asteroide 6886 Grote